# Киллаши
Киллаши (англ. Killashee, Kilashee; ирл. Cill na Sí) — деревня в Ирландии, находится в графстве Лонгфорд (провинция Ленстер). Центр одноимённой общины. Находится на стыке двух волостей — Лонгфорд и Мойдоу.